# Chile colonial
Na historiografia chilena, Chile colonial (em castelhano:  la colonia) é o período de 1600 a 1810, começando com a Destruição das Sete Cidades e terminando com o início da Guerra da Independência do Chile. Nessa época, o coração do Chile era governado pela Capitania Geral do Chile. O período foi caracterizado por um longo conflito entre espanhóis e mapuches nativos, conhecido como Guerra Arauco . A sociedade colonial foi dividida em grupos distintos, incluindo peninsulares, crioulos, mestiços, índios e negros.
Em relação a outras colônias espanholas, o Chile era um lugar "pobre e perigoso".

## Sociedade

### Grupos sociais

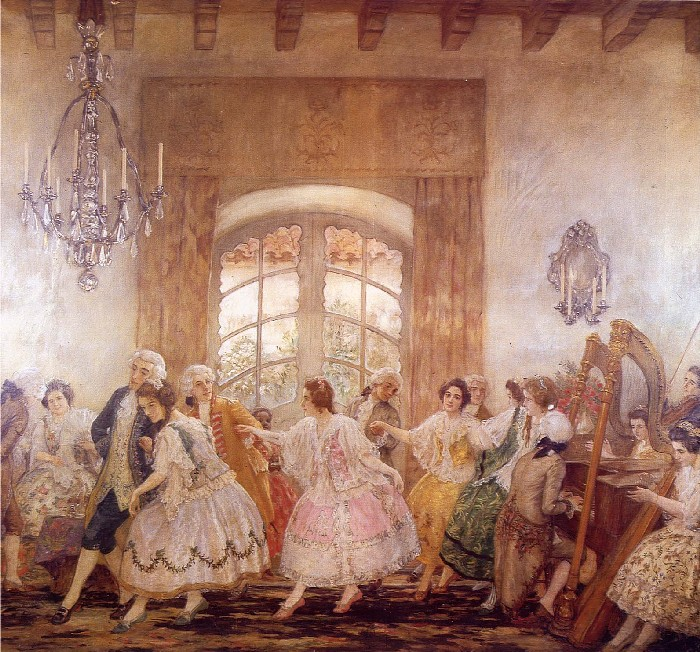
" Baile del Santiago antiguo " de Pedro Subercaseaux. A alta sociedade colonial do Chile era composta por proprietários de terras e funcionários do governo.

A sociedade colonial Chilena foi baseada em um sistema de castas. Local de crioulo (Americanos espanhóis nascidos) gozavam de privilégios como o propriedade de encomiendas (Jurisdições trabalhistas indianas) e foram autorizados a ter acesso a algumas acusações públicas, como corregedor ou alférez. Mestico formada inicialmente por um pequeno grupo, mas chegou com o tempo de constituir a maior parte da Sociedade Chilena tornando-se mais numerosa do que os povos indígenas. Mestiços não eram um grupo homogêneo e foram julgados mais pela aparência do que pela ancestralidade real. Os índios gozavam do menor prestígio entre os grupos sociais do Chile colonial, muitos deles eram usados como mão-de-obra barata em encomienda, mas seu número diminuiu ao longo do tempo devido a doenca e mestiçagem. Pehuenches, Huilliches e Mapuches que vivem a sul de La Frontera não faziam parte da sociedade colonial, uma vez que estavam fora da de facto fronteiras do Chile.
A agricultura espanhola, centrada na hacienda, absorveu a maior parte das populações indígenas dispersas e em declínio do Chile Central. Assim, populações que antes viviam separadas em suas próprias aldeias (pueblo de indios) de seus senhores espanhóis começaram a viver em estâncias espanholas. No Chile central, a diminuição da população de Picunches ocorreu em paralelo à importação de escravos Mapuche e Huilliche de Araucanía e Chiloé, bem como a chegada de indígenas do Peru, Tucumán e a transferência da encomienda Huarpes de Cuyo. Essa mistura de populações díspares coabitando com os espanhóis contribuiu para a perda de identidades indígenas.
Por muitos anos, colonos de ascendência espanhola e ordens religiosas importaram escravos africanos para o país, que no início do século XIX representava 1,5% da população nacional. Apesar disso, a população afro-chilena era insignificante, atingindo uma altura de apenas 2.500 - ou 0,1% da população total - durante o período colonial. Enquanto uma minoria, os escravos negros tinham um status especial devido ao alto custo de importação e manutenção. Escravos negros eram freqüentemente usados como governantas e outros postos de confiança. Peninsulares, espanhóis nascidos na Espanha, eram um grupo bastante pequeno no final dos tempos coloniais, alguns deles vieram como funcionários do governo e outros como mercadores. Seu papel em altos cargos governamentais no Chile gerou ressentimento entre os criollos locais. A mistura de grupos diferentes não era incomum, embora o casamento entre membros de grupos diferentes fosse raro.
Durante o final da época colonial, novos impulsos de migração dispararam, levando a um grande número de bascos se estabelecendo no Chile, misturando-se com criollos proprietários de terras, formando uma nova classe alta. O estudioso Luis Thayer Ojeda estima que durante os séculos XVII e XVIII 45% de todos os imigrantes no Chile eram bascos. Em comparação com outras colônias espanholas nas Américas, a proporção de mulheres e comerciantes entre os imigrantes espanhóis no Chile foi menor e a proporção de imigrantes não espanhóis (por exemplo Franceses, irlandeses).
Em 1812, a Diocese de Concepción realizou um censo ao sul do rio Maule; no entanto, isso não incluiu a população indígena - na época estimada em 8.000 pessoas - nem os habitantes da província de Chiloé. Colocou a população total em 210.567, da qual 86,1% eram espanhóis nativos e 10% eram índios, com os restantes 3,7% de africanos, mulatos e descendentes de mestiços. Outras estimativas no final do século XVII indicam que a população atingiu um total máximo de 152.000, consistindo de 72% de brancos e mestiços, 18% de índios e 10% de negros e mulatos.

### Sexo e casamento
As mulheres indígenas na sociedade colonial eram conhecidas, do ponto de vista espanhol, por seu liberalismo sexual e frequentemente se envolviam sexualmente com homens de outras etnias. O mesmo acontecia com os escravos negros que, devido às suas "muitas" relações sexuais com outros grupos, eram estritamente proibidos por lei de se envolverem em atividades sexuais com outras etnias, a fim de evitar a proliferação de negros.
Os espanhóis do século XVI são conhecidos por serem pessimistas sobre o casamento. Muitos dos primeiros conquistadores deixaram suas esposas na Espanha e se envolveram em adultério no Chile. Exemplo disso é Pedro de Valdivia que teve como amante Inés de Suárez. O adultério foi explicitamente proibido para os católicos e o Concílio de Trento (1545-1563) tornou o clima propenso a acusações de adultério. Ao longo dos séculos XVI, XVII e XVIII, a fidelidade conjugal aumentou no Chile.

## Organização política
O governo do Chile ou Nueva Toledo foi criado pelo imperador Carlos V em 1534 e colocado sob o governo de Diego de Almagro. Ele correu para o sul de 14 ° S a 25 ° S de latitude, até o sul até a atual Taltal. A Capitanía General de Chile, ou Gobernación de Chile, permaneceu uma colônia do Império Espanhol até 1818, quando se declarou independente. Em meados do século XVIII, as reformas administrativas dos Bourbon dividiram o Chile em intendencias (províncias) e, posteriormente, em partidos (condados), também conhecidos pelo termo mais antigo de corregimientos. Os partidos foram divididos em distritos (distritos) semelhantes às comunas modernas do Chile. Em 1786 foram criadas duas intendencias: Santiago e Concepción. No final do século XVIII, Santiago foi dividido em treze partidos.
| Partido    | Centro administrativo                        |
| ---------- | -------------------------------------------- |
| Santiago   | Ciudad de Santiago del Nuevo Extremo         |
| Copiapó    | Villa de San Francisco de la Selva           |
| Huasco     | Villa de Santa Rosa del Huasco               |
| Coquimbo   | Ciudad de San Bartolomé de la Serena         |
| Cuzcúz     | Villa de San Rafael de Rozas                 |
| Quillota   | Villa de San Martín de la Concha             |
| Valparaíso | Puerto de Valparaíso                         |
| Aconcágua  | Vila de San Felipe el Real                   |
| Melipila   | Villa de San José de Logroño                 |
| Rancagua   | Vila de Santa Cruz de Triana                 |
| Colchagua  | Vila de San Fernando el Real de Tinguiririca |
| Curicó     | Villa de San José de la Buenavista           |
| Maule      | Villa de San Agustín de Talca                |

A intendência de Concepción teve seis partidos: Cauquenes, Chillán, Itata, Rere, Laja e Puchacay. Uma terceira intendencia, Coquimbo, foi criada em 1810. A área de Chiloé pode ser considerada uma quarta intendência, mas em vez de reportar ao governador / capitão, reportava-se diretamente ao vice-rei, a partir de 1777. O sistema de intendência, partido e distrito foi substituído em 1822 por departamentos, distritos e cabildos.

## Formas de trabalho

### Encomienda
Além da subsistência, a economia chilena do século XVI foi orientada para a produção em grande escala. Os colonizadores espanhóis usaram grande quantidade de mão de obra indígena seguindo o sistema de trabalho escravo usado nas plantações de cana-de-açúcar das ilhas mediterrâneas e da Macaronésia. Este sistema de trabalho matou sucessivamente a base produtiva, levando à imposição do sistema de encomienda pela Coroa espanhola para evitar excessos. No Chile, os colonos espanhóis conseguiram continuar a explorar a mão-de-obra indígena em condições análogas à escrava, apesar da implementação da encomienda. Com o tempo, os ricos colonos espanhóis enfrentaram oposição ao seu modo de produção por parte de jesuítas, oficiais espanhóis e mapuches indígenas.
Ao longo do século  XVII, a população indígena do Chile declinou, tornando as encomiendas cada vez menos importantes. Encomenderos chilenos que tinham encomiendas em Cuyo, do outro lado dos Andes, apresentaram ao Chile Huarpes indígenas que eles contrataram para outros espanhóis sem encomiendas.
O sistema de encomienda foi abolido em 1782 em Chiloé e em 1789 no resto do Chile e em 1791 em todo o Império Espanhol.

### Escravidão formal
Os espanhóis estavam familiarizados com a instituição da escravidão. Nas ilhas do Mediterrâneo e na Macaronésia, espanhóis e portugueses tinham um sistema de trabalho escravo usado nas plantações de cana-de-açúcar. Na Península Ibérica, a escravidão estava em declínio, ocorrendo ainda no século XVI. A importação de escravos negros para o Chile foi uma resposta ao declínio populacional de longo prazo entre os povos indígenas. A escravidão foi uma forma de trabalho legal no Chile de 1536 a 1823, mas nunca foi a forma dominante de arranjar mão de obra. A escravidão dos negros floresceu de 1580 a 1660. O fim do boom está associado à Guerra da Restauração Portuguesa e à perda de vários postos de comércio de escravos em África por Portugal.
A escravidão formal dos indígenas foi proibida pela Coroa espanhola. A revolta mapuche de 1598–1604 que terminou com a destruição das sete cidades fez os espanhóis em 1608 declararem a escravidão legal para os mapuches pegos na guerra. Mapuches rebeldes eram considerados apóstatas cristãos e, portanto, podiam ser escravizados de acordo com os ensinamentos da igreja da época. Essa mudança legal formalizou a escravidão mapuche que já ocorria na época, com mapuches capturados sendo tratados como propriedade na forma como foram comprados e vendidos entre os espanhóis. A legalização tornou os ataques de escravos espanhóis cada vez mais comuns na Guerra de Arauco. Os escravos mapuches foram exportados para o norte, para La Serena e Lima . A escravidão para mapuches "pegos na guerra" foi abolida em 1683, após décadas de tentativas legais da Coroa espanhola de suprimi-la. Naquela época, o trabalho mestiço livre se tornara significativamente mais barato do que a propriedade de escravos, o que fez Mario Góngora em 1966 concluir que fatores econômicos estavam por trás da abolição.

## Economia
O colapso das cidades espanholas no sul após a batalha de Curalaba (1598) significou para os espanhóis a perda dos principais distritos do ouro e das maiores fontes de mão-de-obra indígena. Após esses anos dramáticos, a colônia do Chile concentrou-se no vale central, que se tornou cada vez mais povoado, explorado e economicamente explorado. Seguindo uma tendência comum em toda a América espanhola, as fazendas foram formadas conforme a economia se afastou da mineração para a agricultura e a pecuária.
No período de 1650–1800, as classes mais baixas chilenas cresceram consideravelmente em tamanho. Para lidar com a população pobre e sem terra, e concessão de terras em seu entorno. De 1730 a 1820, um grande número de agricultores instalou-se nas periferias das cidades antigas ou formou novas cidades. Estabelecer-se como agricultor nas periferias das cidades antigas (La Serena, Valparaíso, Santiago e Concepción) foi, em geral, mais popular do que ingressar em uma nova cidade, pois garantiu um maior mercado consumidor para produtos agrícolas. As haciendas chilenas (latifúndios) pouco se dedicavam ao abastecimento das cidades chilenas, mas concentravam-se nas exportações internacionais para obter receitas.
Acredita-se que as fazendas do Chile central tenham se tornado saturadas de mão-de-obra em 1780, gerando uma população "excedente" que não poderia ser incorporada à sua economia. Parte dessa população se estabeleceu na periferia das grandes cidades, enquanto outra migrou para os bairros mineiros do Norte Chico.

### Agricultura
O Chile começou a exportar cereais para o Peru em 1687, quando o Peru foi atingido por um terremoto e por uma epidemia de ferrugem. O solo chileno e as condições climáticas eram melhores para a produção de cereais do que as do Peru e o trigo chileno era mais barato e de melhor qualidade do que o trigo peruano. De acordo com os historiadores Villalobos et al. os eventos de 1687 foram apenas o fator detonante para o início das exportações. O Vale Central do Chile, La Serena e Concepción foram os distritos que passaram a se envolver na exportação de cereais para o Peru. É importante destacar que, em comparação com o século XIX, a área cultivada com trigo era muito pequena e a produção modesta.
Inicialmente, os latifúndios chilenos não conseguiam atender à demanda de trigo devido à escassez de mão de obra, então tiveram que incorporar trabalhadores temporários, além do pessoal permanente. Outra resposta dos latifúndios à escassez de mão de obra foi atuar como mercadores comprando trigo produzido por fazendeiros independentes ou de fazendeiros que alugavam terras. No período de 1700 a 1850, essa segunda opção foi, em geral, mais lucrativa.
O terremoto de 1687 no Peru também encerrou o boom do vinho peruano, pois o terremoto destruiu adegas e recipientes de lama usados para armazenamento de vinho. O declínio gradual do vinho peruano fez com que o Peru importasse algum vinho do Chile, como aconteceu em 1795, quando Lima importou 5.000 tesouros (em espanhol: botijas) de Concepción, no sul do Chile. Essa exportação em particular mostrou o surgimento do Chile em relação ao Peru como região vinícola.

### Mineração
Em comparação com os séculos XVI e XVIII, a atividade mineradora chilena no século XVII era muito limitada. O Chile viu um renascimento sem precedentes de sua atividade de mineração no século XVIII, com a produção anual de ouro aumentando de 400 para 1000 kg ao longo do século e a produção anual de prata aumentando de 1000 para 5000 kg no mesmo intervalo.

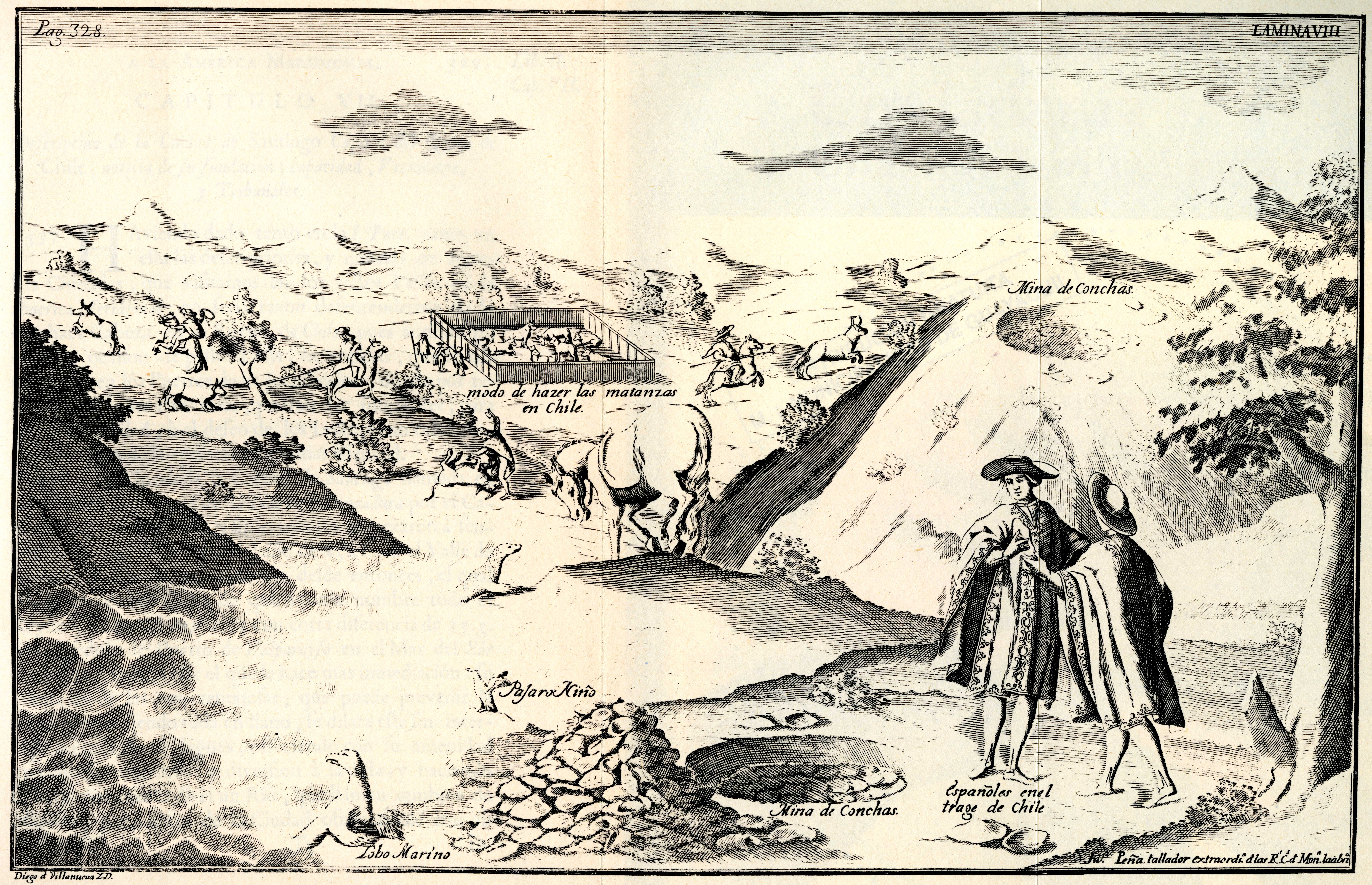
Gravura de 1744 publicada na Relación histórica del viaje a la América meridional. A imagem mostra gado no interior do Chile, incluindo uma praça para abate de gado

### Comércio
Na economia do vice-reinado do Peru, do século XVII, a economia baseada na agricultura e na agricultura do Chile teve um papel periférico, contrastando com bairros ricos em minérios como Potosí e a rica cidade de Lima. Os produtos da pecuária constituíram a maior parte das exportações chilenas para o restante do vice-reinado. Esses produtos incluíam sebo, charque e couro. Esse comércio fez com que o historiador chileno Benjamín Vicuña Mackenna rotulasse o século XVII como o século do sebo (espanhol: Siglo del sebo). Outros produtos exportados incluem frutas secas, mulas, vinhos e pequenas quantidades de cobre. O comércio com o Peru era controlado por mercadores de Lima, que não só administravam o comércio com o Chile e o Panamá, mas também gozavam da proteção das autoridades de Lima. Além das exportações para o litoral do Peru, o Chile também exportou produtos para o interior do Alto Peru por meio do porto de Arica. O comércio dentro do Chile era pequeno, pois as cidades eram minúsculas e autossuficientes.
O comércio direto com a Espanha através do Estreito de Magalhães e Buenos Aires começou primeiro no século XVIII, constituindo principalmente uma rota de exportação de ouro, prata e cobre da mineração chilena. Ao mesmo tempo, o monopólio comercial da Espanha com suas colônias foi sucessivamente enfraquecido por contrabandistas da Inglaterra, França e Estados Unidos.

### Extração de madeira
Geralmente a extração de madeira teve pouca importância no Chile colonial, mas o arquipélago de Chiloé e Valdivia foram exceções. Essas duas áreas exportaram pranchas para o Peru. Com a destruição de Valdivia em 1599, Chiloé ganhou importância crescente como o único local que poderia fornecer madeira Fitzroya à Vice-realeza do Peru. Em 1641, a primeira grande remessa de madeira Fitzroya deixou Chiloé.

### Construção naval
No século XVIII, a indústria de construção naval em Valdivia, uma das principais atividades econômicas da cidade, atingiu seu pico construindo numerosos navios, incluindo fragatas. Outros estaleiros do Chile incluem os de Concepción e do arquipélago de Chiloé. Os estaleiros de Chiloé construíram a maior parte dos navios no Chile até meados do século XVIII. Em 1794 um novo estaleiro foi estabelecido na foz do rio Maule (atual Constitución). Apesar de alguns navegadores expressarem que Valdivia tinha melhores condições do que Guayaquil no Equador, este último porto foi o principal estaleiro do Império Espanhol no Pacífico.

## Guerra e defesa

### Guerra Arauco
Em 1550, Pedro de Valdivia, que pretendia controlar todo o Chile até o Estreito de Magalhães, viajou para o sul para conquistar o território Mapuche. Entre 1550 e 1553 os espanhóis fundaram várias cidades em terras Mapuche incluindo Concepción, Valdivia, Imperial, Villarrica e Angol. Os espanhóis também estabeleceram os fortes de Arauco, Purén e Tucapel.
Após essas conquistas iniciais, eclodiu a Guerra Arauco, um longo período de guerra intermitente entre mapuches e espanhóis. Um fator que contribuiu foi a falta de tradição de trabalho forçado como a mita andina entre os mapuches, que em grande parte se recusaram a servir aos espanhóis. Por outro lado, os espanhóis, em particular os de Castela e Extremadura, provinham de uma sociedade extremamente violenta. Desde a chegada dos espanhóis à Araucanía em 1550, os mapuches freqüentemente sitiaram as cidades espanholas no período de 1550 a 1598. A guerra foi principalmente um conflito de baixa intensidade.
Um evento decisivo aconteceu em 1598. Naquele ano, um grupo de guerreiros de Purén estava voltando para o sul de um ataque contra os arredores de Chillán. No caminho de volta para casa, eles emboscaram Martín García Óñez de Loyola e suas tropas que dormiam sem vigia. Não está claro se eles encontraram os espanhóis por acidente ou se os seguiram. Os guerreiros, liderados por Pelantaro, mataram o governador e todas as suas tropas.
Nos anos que se seguiram à Batalha de Curalaba, uma revolta geral se desenvolveu entre os mapuches e huilliches. As cidades espanholas de Angol, La Imperial, Osorno, Santa Cruz de Oñez, Valdivia e Villarrica foram destruídas ou abandonadas. Apenas Chillán e Concepción resistiram aos cercos e ataques Mapuche. Com exceção do arquipélago de Chiloé, todo o território chileno ao sul do rio Bío Bío ficou livre do domínio espanhol.
Como o Império Espanhol enfrentou uma ameaça direta ao seu coração com a Revolta Catalã de 1640, todos os recursos foram colocados para esmagar a rebelião. Sendo a Guerra de Arauco um conflito longo e caro, a coroa espanhola ordenou que suas autoridades no Chile assinassem um acordo de paz com os mapuches a fim de concentrar os recursos do império na luta contra os catalães. Desta forma, os Mapuche obtiveram um tratado de paz e um reconhecimento em nome da coroa em um caso único para qualquer grupo indígena nas Américas. Esse tratado de paz acabou com as hostilidades por um tempo, mas elas continuaram a estourar durante a era colonial, principalmente em 1655.

### Piratas e corsários
Na época colonial, o Império Espanhol desviou recursos significativos para fortificar a costa chilena como consequência dos ataques holandeses e ingleses.
Em 1600, Huilliche local juntou-se ao corsário holandês Baltazar de Cordes para atacar o assentamento espanhol de Castro. Embora fosse um ataque esporádico, os espanhóis acreditavam que os holandeses poderiam tentar se aliar aos mapuches e estabelecer uma fortaleza no sul do Chile. Os espanhóis sabiam dos planos holandeses de se estabelecerem nas ruínas de Valdivia, então eles tentaram restabelecer o domínio espanhol antes que os holandeses voltassem. As tentativas espanholas foram frustradas na década de 1630, quando os mapuches não permitiram que os espanhóis passassem por seu território.
A ocupação holandesa de Valdivia em 1643 causou grande alarme entre as autoridades espanholas e desencadeou a construção do Sistema de Fortificação Valdiviana, iniciada em 1645.
Como consequência da Guerra dos Sete Anos, o Sistema do Forte Valdiviano, um complexo defensivo espanhol no sul do Chile, foi atualizado e reforçado a partir de 1764. Outras localidades vulneráveis do Chile colonial, como o arquipélago de Chiloé, Concepción, Ilhas Juan Fernández e Valparaíso, também foram preparadas para um eventual ataque inglês.

Com a Espanha e a Grã-Bretanha em guerra novamente na década de 1770 devido à Guerra Revolucionária Americana, as autoridades espanholas locais no Chile receberam em 1779 o aviso de que uma frota britânica comandada por Edward Hughes estava indo para a costa chilena para um ataque iminente. Como conseqüência disso, o Vice-Reino do Peru enviou ajuda econômica às guarnições de Valparaíso e Valdivia. O ataque suspeito, entretanto, nunca aconteceu. No final de 1788, a suspeita de um ataque britânico surgiu mais uma vez, desta vez proveniente de observações de navios na costa de Coquimbo.